# Индикатор наличия патрона в патроннике

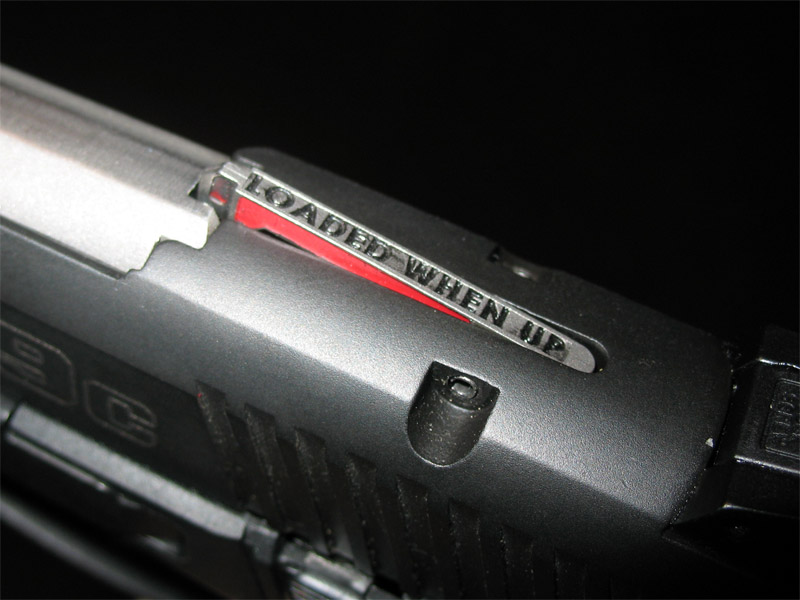
Ruger SR9. Индикатор зарядки позволяет стрелку тактильно и визуально определить заряженное ли оружие. Слова «Loaded When Up» и красный цвет указывают на то, что оружие заряжено.

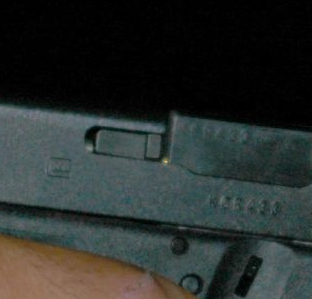
Glock 30. Индикатор наличия патрона в патроннике.

Индикатор (указатель) наличия патрона в патроннике (датчик наличия патронов) — это пассивное защитное устройство, обычно встречающееся на пистолетах или охотничих ружьях, предназначенное для обеспечения визуального указателя, что патрон в данный момент находится в патроннике .
Устройство часто представляет собой небольшой металлический стержень или язычок, который выступает из огнестрельного оружия, когда патрон в патроннике выталкивает его наружу. Такая полоска часто окрашена в красный цвет сверху, чтобы сделать ее более визуально различимой. Индикатор расположенный за окном выброса гильз не мешает своей высотой стрелку целиться, но достаточно, чтобы его легко можно было увидеть и разрядить пистолет, чтобы избежать нежелательного выстрела. Выступающий из огнестрельного оружия выступ также позволяет определять состояние оружия на ощупь, а не требует осмотра патронника.
Хотя они существовали еще на заре развития современных самозарядных пистолетов они стали очень распространены в последние десятилетия, и в некоторых регионах (например, в штатах Калифорния и Массачусетс) действуют законы, требующие их установки на всех пистолетах нового производства. Многие правоохранительные органы также предусматривают их как обязательную функцию для служебного оружия.  По оценкам Счетной палаты США, около 20% смертей от случайных выстрелов можно было бы предотвратить с помощью индикатора зарядки. Однако поскольку эти меры предосторожности делают оружие более дорогим, производители оружия зачастую не предлагают его в стандартной комплектации.
Некоторая критика была направлена в адрес этой концепции со стороны энтузиастов огнестрельного оружия, которые считают, что подобное устройство способствует неправильному отношению к практике безопасного обращения с оружием, в частности, способствую игнорирированию срелком правила в котором предполагается, что огнестрельное оружие всегда заряжено.

## Примеры использования индикаторов патрона в патроннике
- Ruger SR9- Так называемый «Loaded Chamber Indicator (LCR)» — индикатор наличия патрона в патроннике/стволе.
- Пистолет Люгера — Выбрасыватель расположен в затворе сверху, выполняет также функцию индикатора наличия патрона в патроннике.
- Пистолет Лебедева- Имеет индикатор наличия патрона в патроннике, позволяющий визуально или «на ощупь» определить, заряжено ли оружие.
- Ruger MK III- Слева на пистолете имеется индикатор наличия патрона в патроннике.
- Walther P99- Имеются указатель наличия патрона в патроннике, роль которого выполняет наружный выбрасыватель.
- Пистолет Прилуцкого-Пластинчатая пружина экстрактора перекрывала прорез целика, таким образом играя роль индикатора наличия патрона в патроннике.
- FN Baby Browning — Пистолет получил индикатор наличия патрона в патроннике, роль которого выполняла направляющая пружины ударника.
- ОЦ-27- В конструкцию затвора введён указатель наличия патрона в патроннике.
- Walther PP- Предусмотрен индикатор наличия патрона в патроннике в виде штифта, который выступает из задней стороны затвора над головкой курка.
- P-64- Пистолет имеет указатель наличия патрона в патроннике в виде стержня, выступающего из заднего торца затвора над курком при наличии патрона в стволе.

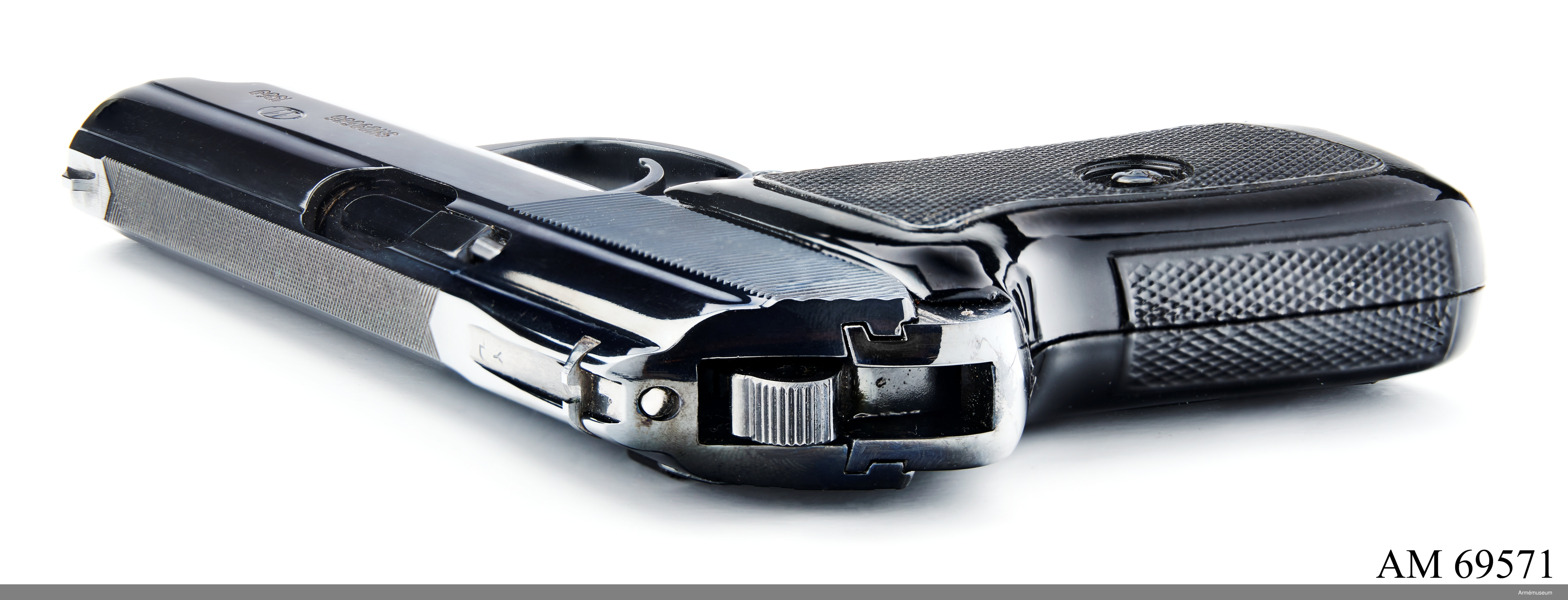
P-64 имеет указатель наличия патрона в патроннике в виде стержня, выступающего из заднего торца затвора над курком.

## Другие индикаторы на стрелковом оружии
На стрелковом оружии имеются разные указатели которые помогают пользователю следовать правилам безопасного обращения с оружием. Визуально и на ощупь можно определить включение ручного предохранителя, при этом положение «предохранитель отключен» отмечается красной отметкой или литерой (напр. F).
Индикатором взведения ударника может служить оконечность ударника или выдающийся назад затыльник кожуха — затвора.
Пистолет ASP имеет магазин с прозрачными боковыми стенками и щечками рукоятки, что позволяет видеть количество оставшихся патронов.
Противоположностью индикатора патрона в патроннике является «индикатор пустого патронника». Такое устройство представляет собой пластмассовый иммитатор патрона в патроннике.

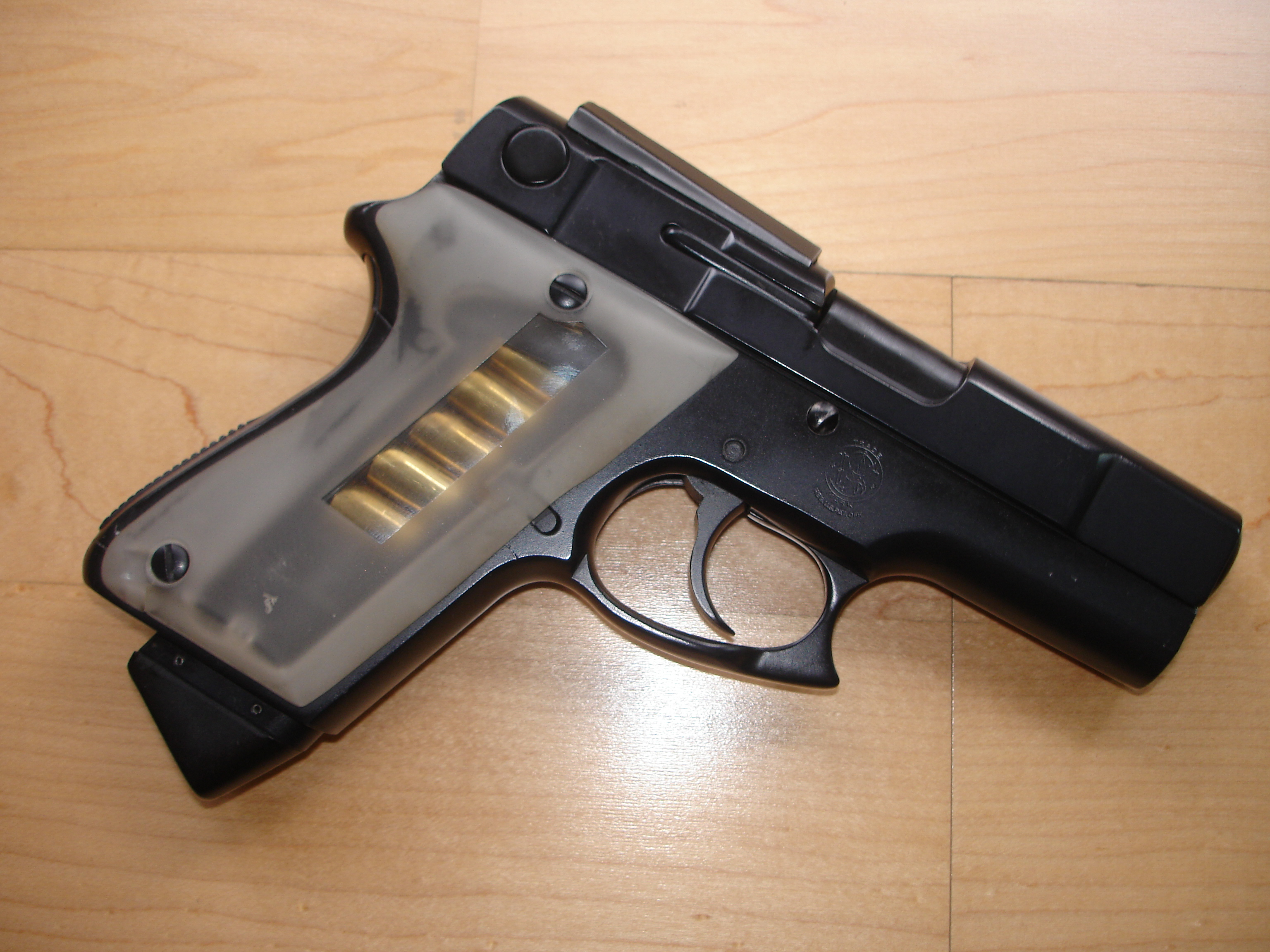
Пистолет ASP имеет магазин с прозрачными боковыми стенками и щечками рукоятки.

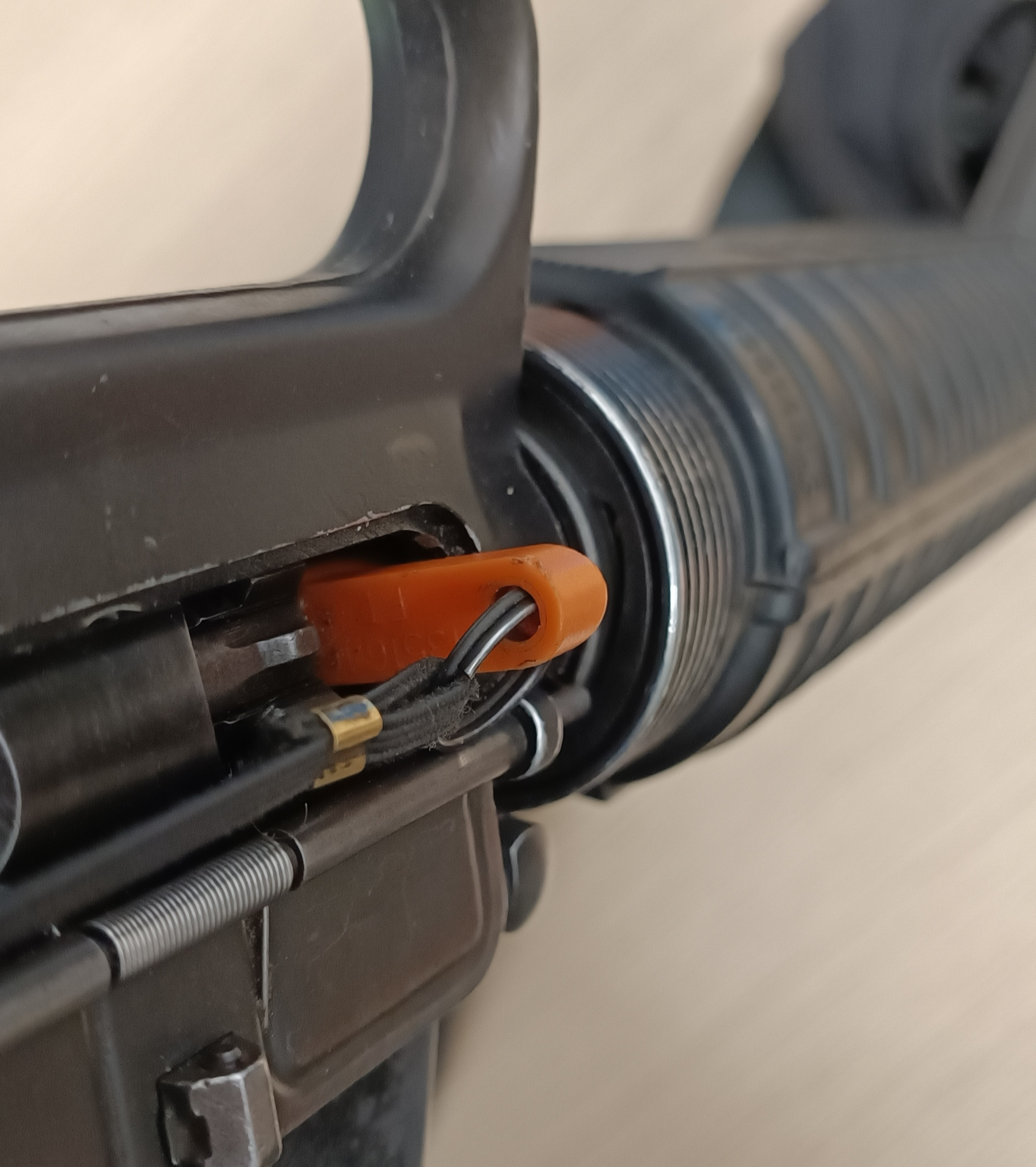
Указатель патронника занятого инертным иммитатором патрона.

## См. также

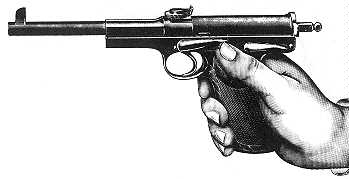
Заряженный пистолет Шварцлозе образца 1898 года. Задняя оконечность ударника также служит индикатором взведенного ударника.

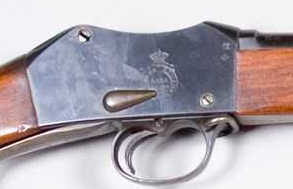
Martini-Henry M1879. Каплевидный указатель на боковой стороне ствольной коробки указывает на взведенный боек.